# Charles Francis Richter
Charles Francis Richter (ur. 26 kwietnia 1900 w Hamilton, Ohio, zm. 20 kwietnia 1985 w Pasadenie, Kalifornia) – amerykański geofizyk, profesor Kalifornijskiego Instytutu Technologicznego w Pasadenie.

## Życiorys
Zajmował się głównie problematyką trzęsień ziemi i rozchodzenia się fal sejsmicznych. Stworzył, nazwaną jego nazwiskiem, skalę pomiaru wielkości trzęsienia ziemi (skala Richtera). Wraz z Beno Gutenbergiem sformułował prawo Gutenberga-Richtera, określające zależność między liczbą trzęsień ziemi na danym terenie a ich magnitudą. Zajmował się również fizyką wnętrza Ziemi.